# The Jesus and Mary Chain
The Jesus and Mary Chain – szkocki zespół indierockowy i noise popowy założony w East Kilbride w 1983.
Muzyka The Jesus and Mary Chain charakteryzowała się nietypowym połączeniem hałaśliwej, gitarowej ściany dźwięku (inspirowanej przede wszystkim twórczością The Velvet Underground) i popowych melodii w stylu The Beach Boys. Grupa jest uznawana za protoplastę nurtu shoegaze.

## Dyskografia

### Albumy studyjne
- Psychocandy (1985) US#188 UK#31
- Darklands (1986) US#161 UK#5
- Automatic (1989) US#105 UK#11
- Honey's Dead (1992) US#158 UK#14
- Stoned & Dethroned (1994) US#98 UK#13
- Munki (1998)
- Damage and Joy (2017)[1]
- Glasgow Eyes (2024)[2]

### Minialbumy
- Some Candy Talking (1986) UK#13
- Darklands (1987) UK#33
- Rollercoaster (1990) UK#46
- The Peel Sessions (1991)
- Reverence (1992) UK#10
- Sound of Speed (1993) UK#30

### Albumy koncertowe
- BBC – Live in Concert (2003)

### Kompilacje
- Barbed Wire Kisses (1988) US#192 UK#9
- The Sound of Speed (1993) UK#15
- Hate Rock 'N' Roll (1995)
- The Complete John Peel Sessions (2000)
- 21 Singles (2002)
- The Power of Negative Thinking: B-Sides & Rarities (2008)

### Single
- "Upside Down" (1984)
- "Never Understand" (1985)
- "You Trip Me Up" (1985)
- "Just Like Honey" (1985)
- "April Skies" (1987) UK#8
- "Happy When It Rains" (1987)
- "Sidewalking" (1988)
- "Blues from a Gun" (1989)
- "Head On" (1990)
- "Sugar Ray" (1992) US#22
- "Far Gone and Out" (1992) US#3 UK#23
- "Almost Gold" (1992) US#13
- "Sometimes Always" (1994) US#96
- "Come On" (1994)
- "I Hate Rock 'n' Roll" (1995)
- "Cracking Up" (1998)
- "I Love Rock 'n' Roll" (1998)